# هرادتشانی (ناحیه برنو-تسوونتری)
هرادتشانی (به چکی: Hradčany) یک منطقهٔ مسکونی در جمهوری چک است که در ناحیه برنو-تسوونتری واقع شده‌است. هرادتشانی ۳٫۰۵ کیلومتر مربع مساحت و ۶۰۲ نفر جمعیت دارد و ۲۴۷ متر بالاتر از سطح دریا واقع شده‌است.